# Mutua Madrid Open 2021
Die Mutua Madrid Open 2021 bezeichneten sowohl ein Tennisturnier der WTA Tour 2021 für Damen als auch ein Tennisturnier der ATP Tour 2021 für Herren. Das Damenturnier startete am 29. April, das Herrenturnier begann am 2. Mai. Die Turniere in der Caja Mágica in Madrid endeten am 8. und 9. Mai 2021.

## Ergebnisse

### Herren
→ Qualifikation: Mutua Madrid Open 2021/Herren/Qualifikation

### Damen
→ Qualifikation: Mutua Madrid Open 2021/Damen/Qualifikation